# Paranocarodes straubei
Paranocarodes straubei är en insektsart som först beskrevs av Franz Xaver Fieber 1853.  Paranocarodes straubei ingår i släktet Paranocarodes och familjen Pamphagidae.

## Underarter
Arten delas in i följande underarter:
- P. s. serratus
- P. s. insularis
- P. s. straubei